# Championnat du Turkménistan de football 2013
Navigation
Saison 2012 Saison 2014
La saison 2013 du Championnat du Turkménistan de football est la vingt-et-unième édition de la première division au Turkménistan. La compétition rassemble les dix meilleurs clubs du pays qui sont regroupés au sein d'une poule unique et s'affrontent quatre fois, deux à domicile et deux à l'extérieur. 
C'est le club du HTTU Achgabat qui remporte la compétition après avoir terminé en tête du classement final, avec un seul point d'avance sur le tenant du titre, le FC Balkan. Le FK Altyn Asyr complète le podium à vingt-et-un points du nouveau champion. Il s'agit du quatrième titre de champion du Turkménistan de l'histoire du club.

## Les clubs participants
| - FK Altyn Asyr - FC Balkan - Merw Mary - Şagadam Türkmenbaşy - FK Ahal Änew | - HTTU Achgabat - Talyp Sporty Achgabat - FC Dashoguz - Promu de D2 - FK Achgabat - FK Lebap |

## Compétition
Le barème de points servant à établir le classement se décompose ainsi :
- Victoire : 3 points
- Match nul : 1 point
- Défaite : 0 point

### Classement
| Rang | Équipe                | Pts | J  | G  | N | P  | Bp | Bc  | Diff |
| ---- | --------------------- | --- | -- | -- | - | -- | -- | --- | ---- |
| 1    | HTTU Achgabat         | 87  | 36 | 28 | 3 | 5  | 85 | 27  | +58  |
| 2    | FC BalkanT            | 86  | 36 | 28 | 2 | 6  | 86 | 25  | +61  |
| 3    | FK Altyn Asyr         | 65  | 36 | 20 | 5 | 11 | 73 | 37  | +36  |
| 4    | FK Achgabat           | 64  | 36 | 20 | 4 | 12 | 76 | 52  | +24  |
| 5    | Merw Mary             | 57  | 36 | 16 | 9 | 11 | 52 | 37  | +15  |
| 6    | FK Ahal ÄnewC         | 56  | 36 | 16 | 8 | 12 | 62 | 41  | +21  |
| 7    | Şagadam Türkmenbaşy   | 47  | 36 | 13 | 8 | 15 | 44 | 54  | -10  |
| 8    | FK Lebap              | 23  | 36 | 6  | 5 | 25 | 40 | 82  | -42  |
| 9    | FC DashoguzP          | 15  | 36 | 4  | 3 | 29 | 25 | 102 | -77  |
| 10   | Talyp Sporty Achgabat | 14  | 36 | 3  | 5 | 28 | 22 | 108 | -86  |

|  | Qualification pour la Coupe du président de l'AFC 2014                                       |
|  | T : Tenant du titre C : Vainqueur de la Coupe du Turkménistan P : Promu de deuxième division |

## Bilan de la saison
| Championnat du Turkménistan de football 2013                             |                          |
| Champion                                                                 | HTTU Achgabat (4e titre) |
| Coupes et trophées                                                       |                          |
| Vainqueur de la Coupe du Turkménistan 2013                               | FK Ahal Änew             |
| Qualifications continentales                                             |                          |
| Coupe du président de l'AFC 2014                                         | HTTU Achgabat            |
| Promotions et relégations                                                |                          |
| Promus en Yokary Liga                                                    | Aucun                    |
| Relégués en Championnat du Turkménistan de football de deuxième division | Aucun                    |